# Gantiwarno
Gantiwarno is een bestuurslaag in het regentschap Karanganyar van de provincie Midden-Java, Indonesië. Gantiwarno telt 2590 inwoners (volkstelling 2010).